# Карбунари (Прахова)
Карбунари (рум. Cărbunari) насеље је у Румунији у округу Прахова у општини Појенариј Буркиј. Oпштина се налази на надморској висини од 120 m.

## Становништво
Према подацима из 2002. године у насељу је живело 146 становника, од којих су сви румунске националности.